# Medaille voor de verdedigers van het vrije Rusland
De Medaille voor de verdedigers van het vrije Rusland, (Russisch: Медаль "Защитнику свободной России"), is een onderscheiding van de Russische Federatie. De ronde zilveren medaille werd op 2 juli 1992 ingesteld.  
Het is een medaille voor Russen, die tijdens de  mislukte Augustusstaatsgreep in Moskou van 19 tot 21 juni 1991 de democratie verdedigden. In het bijzonder voor de verdedigers van het Witte Huis (de zetel van het parlement van de Russische Federatie binnen de Sovjet-Unie) in Moskou.
Tijdens de staatsgreep zijn doden gevallen onder de verdedigers van wat een bolwerk tegen de reactionaire putschisten uit KGB, partij en leger werd.
De medaille werd later ook aan personen verleend die zich verdienstelijk hadden gemaakt voor de democratisering van Rusland, economische en politieke hervormingen, de versterking van het Russische staatsverband en het oplossen van problemen.
Men draagt de ronde 34 millimeter hoge zilverkleurige medaille aan een vijfhoekig lint op de linkerborst. Op de voorzijde is een kruis met Sint-Joris en de draak afgebeeld. Op de keerzijde staat het Witte Huis achter een barricade afgebeeld. Er is ook ruimte voor de vermelding "Защитнику свободной России" en een serienummer.
Hoogste eretitels van de Russische Federatie

Held van de Russische Federatie ·
Held van de Arbeid

Orden van de Russische Federatie

Sint-Andreas de Eerstgeroepene ·
Sint-George ·
Verdienste voor het Vaderland ·
Heilige Catharina de Grote Martelares ·
Alexander Nevski ·
Soevorov ·
Oesjakov ·
Zjoekov ·
Koetoezov ·
Nachimov ·
 Dapperheid ·
Militaire Verdienste ·
Maritieme Verdienste ·
Eer ·
Vriendschap ·
Roem van het Ouderschap

Onderscheidingstekens van de Russische Federatie

Sint-Georgekruis ·
Onderscheidingsteken voor Goede Daden ·
Onderscheidingsteken voor Onberispelijke Dienst

Medailles van de Russische Federatie

Dienen van het Moederland ·
Moed ·
Soevorov ·
Oesjakov ·
Zjoekov ·
Nesterov ·
Poesjkin ·
Verdedigers van het Vrije Rusland ·
Bewaken van de Openbare Orde ·
Verdedigen van de Grenzen ·
Redden van Stervenden ·
Landbouw ·
Ontwikkeling van spoorwegen ·
Kernenergie-onderzoek ·
Ruimteonderzoek ·
Roem van het Ouderschap

Herinneringsmedailles die tot 2010 staatsonderscheiding waren

50 jaar Overwinning ·
60 jaar Overwinning ·
65 jaar Overwinning ·
300 jaar Russische Marine ·
850 jaar Moskou ·
100 jaar Trans-Siberische Spoorweg ·
Al-Russische volkstelling ·
300 jaar Sint-Petersburg ·
1000 jaar Kazan

Herinneringsmedailles

70 jaar Overwinning

Certificaten van de President van de Russische Federatie

 Erecertificaat ·
Certificaat van Dankbaarheid